# Tapinauchenius plumipes
Tapinauchenius plumipes är en spindelart som först beskrevs av Carl Ludwig Koch 1842.  Tapinauchenius plumipes ingår i släktet Tapinauchenius och familjen fågelspindlar.
Artens utbredningsområde är Surinam. Inga underarter finns listade i Catalogue of Life.